# MPEG 미디어 트랜스포트
MPEG 미디어 트랜스포트(MPEG media transport, MMT)는 ISO/IEC 23008-1(MPEG-H 파트 1)로 정의되어 있으며 고효율 비디오 코딩(HEVC) 동영상을 지원하기 위해 동화상 전문가 그룹(MPEG)이 개발한 디지털 컨테이너 표준이다. MMT는 올(All)-인터넷 프로토콜(올-IP) 네트워크를 사용하여 데이터를 전송하도록 설계되었다.

## 역사
2013년 4월, MMT를 위한 요구 목록이 공개되었으며 일반 요구사항은 MMT가 기존 컨테이너 포맷과 비교할 때 분명한 장점이 있어야 하며 낮은 연산 수요를 가져야 한다고 명시하였다. 또, 2013년 4월, MMT의 유스케이스 목록이 공개되었으며 여기에는 울트라 HD 동영상 콘텐츠, 3차원 동영상 콘텐츠, 대화식 콘텐츠, 사용자 생성 콘텐츠(UCC), 다중 디바이스 프레젠테이션을 지원하는 애플리케이션, 자막, 픽처 인 픽처 동영상, 다중 오디오 트랙에 대한 지원 요구가 포함되었다. MPEG는 MMT 제1판이 2013년 11월 최종 초안 국제 표준(Final Draft International Standard, FDIS)에 도달할 것이라 추정하였다.
2013년 5월 30일, NHK는 NHK 방송 기술 연구소 오픈 하우스 2013에서 MMT 기반 테스트 장비의 시연을 시작하였다.

## 같이 보기
- ISO 베이스 미디어 파일 포맷 — MPEG가 만든 이전 디지털 컨테이너 표준 (정의 표준: ISO/IEC 14496-12)
- MPEG 트랜스포트 스트림 — MPEG가 만든 이전 디지털 컨테이너 표준 (정의 표준: ISO/IEC 13818-1)
- MPEG 프로그램 스트림 — MPEG가 만든 이전 디지털 컨테이너 표준 (정의 표준: ISO/IEC 13818-1)